# Gomphus lucasii
Gomphus lucasii är en trollsländeart som beskrevs av Selys 1849. Gomphus lucasii ingår i släktet Gomphus och familjen flodtrollsländor. IUCN kategoriserar arten globalt som sårbar. Inga underarter finns listade i Catalogue of Life.